# Melanotaenia papuae
Melanotaenia papuae је зракоперка из реда Atheriniformes и фамилије Melanotaeniidae. 

## Угроженост
Ова врста није угрожена, и наведена је као последња брига јер има широко распрострањење.

## Распрострањење
Папуа Нова Гвинеја је једино познато природно станиште врсте.

## Станиште
Станиште врсте су слатководна подручја.